# El palomo cojo
El palomo cojo és una pel·lícula espanyola, dirigida i escrita per Jaime de Armiñán i protagonitzada per María Barranco i Francisco Rabal, en 1995, basada en el llibre del mateix títol d'Eduardo Mendicutti, publicat el 1991. El títol fa referència a l'analogia d'un colom coix amb l'homosexualitat. La pel·lícula és una exploració de la identitat sexual i de classe a Andalusia, als anys cinquanta i es va rodar a la casa dels avis de Mendicutti a Sanlúcar de Barrameda. Va participar en l'edició del 1995 del Festival Internacional de Cinema de Sant Sebastià, on optava a la Conquilla d'Or.

## Sinopsi
El 1958 Felipe, un nen de deu anys, afligit d'una llarga malaltia, arriba al xalet dels seus avis, situat al Barri Alt d'una senyorial població gaditana, per a passar els tres mesos d'un estiu que s'anuncia trist i avorrit. Però habiten o visiten la casa parents i personatges, alhora desconcertants i fascinants, que a poc a poc aniran pertorbant la seva aparent austeritat amb estrafolàries i misterioses rareses.

## Repartiment
- María Barranco - Mari
- Francisco Rabal - oncle Ricardo
- Carmen Maura - tia Victoria
- Miguel Ángel Muñoz - Felipe
- Joaquim Kremel - oncle Ramón
- Ana Torrent - Adoración, la infermera
- María Galiana - àvia
- Amparo Baró - Reglita
- Tomás Zori - besàvia
- Valeriano Andres - avi
- Maria Massip - tia Blanca
- Asunción Balaguer - Tata Caridad
- Ofelia Angelica - Esther
- Paolo Stella - Luigi

## Premis
X Premis Goya
| Categoria           | Persona          | Resultat |
| ------------------- | ---------------- | -------- |
| Millor guió adaptat | Jaime de Armiñán | Candidat |